# همبتي دمبتي

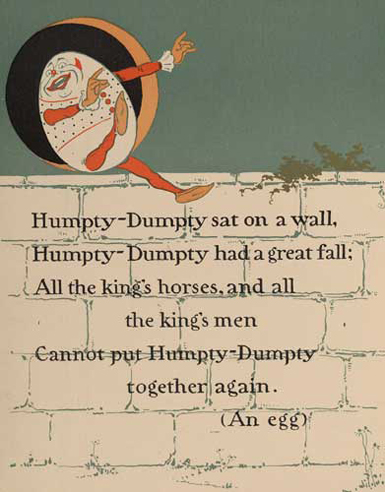
همتي دمتي في قصة الأم الإوزة (Mother Goose) لوليام والاس دينسلو عام 1902.

همبتي دمبتي (بالإنجليزية: Humpty Dumpty)‏ هو شخصية خيالية على شكل بيضة تمشي على حائط لا متناهي، وردت في قصة «الأم الإوزة» (بالإنجليزية: Mother Goose)‏ وفي أدب الأطفال الإنجليزي، ترتبط هذه الشخصية بأسجوعة الأطفال الشهيرة. كما وردت هذه الشخصية في رواية عبر المرآة، وفي الأدب الفرنسي تحت اسم (بالإنجليزية: Boule Boule)‏ وفي الأدب السويدي تحت اسم (بالإنجليزية: Lille Trille)‏.
همبتي دمبتي شخصية خيالية في أسجوعة إنجليزية للأطفال، هي في الأصل لغز وواحدة من أشهر الشخصيات المعروفة في عالم الناطقين بالإنجليزية. يتم تصويره بالعادة على أنه مجسم بيضة، على الرغم من أنه لم يوصف كواحدة بشكل صريح. تعود النسخة الأولى المسجلة للقصيدة إلى أواخر القرن الثامن عشر في إنجلترا، أما اللحن فيعود إلى العام 1870 في قصائد الأطفال الوطنية وأغاني الأطفال لجيمس وليام إليوت. جذور الشخصية غير معروفة، وقد تم تطوير العديد من النظريات لاقتراح معاني أصلية لها.
اشتهرت همبتي دمبتي في الولايات المتحدة على يد الممثل جورج لـ. فوكس في المسرحية الغنائية الإيمائية همتي دمتي على مسرح برودواي. وقد استمر عرض المسرحية منذ عام 1868 وحتى عام 1869 ليبلغ إجمالي العروض 483 عرضاً. ليصبح بذلك أطول عرض في برودواي حتى تم إقراره في عام 1881. ظهر همتي دمتي أو تمت الإشارة إليه في العديد من الأعمال الأدبية والثقافة الشعبية كـشخصية وتلميح أدبي خصوصاً في كتاب عام 1871 «عبر المرآة» للمؤلف الإنجليزي لويس كارول، والذي وُصِف همتي من خلاله بأنه بيضة. وتحتل القصيدة المركز 13026 على قائمة أغاني رود الشعبية.

## الأسجوعة

### الإنجليزية
Humpty Dumpty sat on a wall.
Humpty Dumpty had a great fall.
All the king's horses and all the king's men
Couldn't put Humpty together again.

### الترجمة
همبتي دمبتي جلس على الحائط.
همبتي دمبتي سقط سقوطا مريعا.
كل رجال الملك وخيوله
لم تستطع جمع همبتي من جديد.

## الكلمات واللحن
تعتبر هذه القصيدة واحدة من أشهر القصائد في اللغة الإنجليزية. وهذا هو النص الشائع من سنة 1954:
هامتي دمتي جلس على الحائط...                               ,Humpty Dumpty sat on a wall

هامتي دمتي سقط بقوة.                                      .Humpty Dumpty had a great fall

كل أحصنة الملك وكل رجال الملك...     ,All the king's horses and all the king's men

لم يتمكنو من جمع شتات هامتي مجدداً.               .Couldn't put Humpty together again
كما هو شائع في أغاني الأطفال تتبع هذه الـقصيدة مع القوافي الخارجية تقسيم رباعية منفردة، والذي يتبع النمط AABB مع المقياس الترويشي.
تم تسجيل اللحن المرتبط بالقصيدة لأول مرة بواسطة المؤلف الموسيقي وجامع أغاني الأطفال جيمس ويليام إليوت في قصائد الأطفال الوطنية وأغاني الأطفال (لندن، 1870)، كما هو موضح أدناه:

## المنشأ

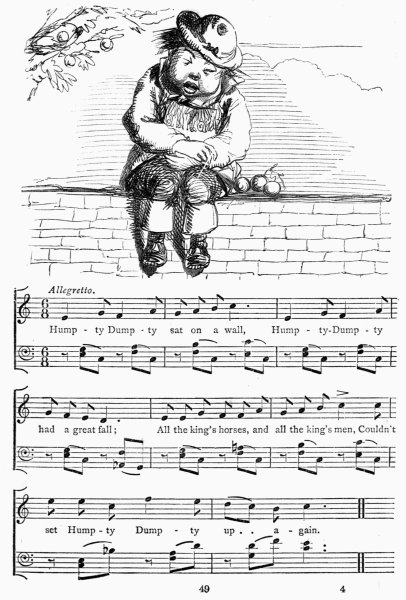
الرسمة من كتاب أغاني الأطفال "الأوزة الأم" لوالتر كرين (1877)، تُظهر همبتي دمبتي كصبي.تصغير|اللحن

في عام 1797 تم إذاعة أقدم نسخة معروفة من الأسجوعة في حديقة ملاهي صموئيل أرنولد للأطفال. والتي كانت كلماتها على الشكل التالي:
همتي دمتي جلس على الجدار...                                                          ,Humpty Dumpty sat on a wall

همتي دمتي سقط سقوطاً مريعاً.                                                       .Humpty Dumpty had a great fall

ثمانون رجلاً ومثلهم معهم...                                                 ,Four-score Men and Four-score more

لم يتمكنو من إعادة همتي دمتي لمكانه السابق.    .Could not make Humpty Dumpty where he was before
في عام 1843 علق وليام كاري ريتشاردز (1818 - 1892) بعد اقباسه الشعر قائلاً:«عندما كنا بعمر الخمسة... قُدِمت لنا هذه الأسطر المتوازية كلغز...أيها القارئ! بالنسبة لبيضة فهمتي دمتي هو هولندي أو شيء آخر».
وُجِد نص أحدث من القصيدة في المخطوطة المضافة إلى النسخة المنشورة عام 1803 من ألحان الإوزة الأم مع اختلاف في المقطع الأخير: «Could not set Humpty Dumpty up again : لم يتمكنو من رفع همتي دمتي مطلقاَ». وقد تم نشرها في نسخة عام 1810 من إكليل زهر العجوز جورتون (جوزيف ريتسون) لمؤلفه جوزيف ريتسون.
(ملاحظة: تركت أشكال التهجئة الأصلية سليمة كما هي.)
همتي دمتي جلس على الحائط...                                           ,Humpty Dumpty sate on a wall

همتي دمتي سقط بقوة.                                                      ;Humpti Dumpti had a great fall

ستون رجلاً وستون إضافية...                                  ,Threescore men and threescore more

لم يتمكنو من إعادة هامتي دمتي كما كان.      .Cannot place Humpty dumpty as he was before
أصدر جيمس أوركارد هاليويل في عام 1842 النسخة المجمعة. كمثال:
استلقى همتي دمتي في الغدير...                            ,Humpty Dumpty lay in a beck

مع كل أوتاره حول عنقه.                           ;With all his sinews around his neck

أربعون طبيباً وأربعون من الكتابات...                   ,Forty Doctors and forty wrights

لم يتمكنو من إعادته سليماً!                     !Couldn't put Humpty Dumpty to rights
الإصدار الأحدث من قصيدة الأطفال همبتي دمبتي المتعارف عليه في جميع أنحاء المملكة المتحدة على الأقل منذ منتصف القرن العشرين، هي كما يلي:
همبتي دمبتي جلس على الحائط...               ,Humpty Dumpty sat on a wall

سقط همبتي دمبتي بقوة.                      ;Humpty Dumpty had a great fall

كل خيول الملك...                                               All the King's horses

وكل رجال الملك...                                         ,And all the King's men

لم يتمكنو من جمع همتي ثانية.         .Couldn't put Humpty together again
في القرن السابع عشر ووفقاً لـقاموس أكسفورد الإنجليزي أشار مصطلح همبتي دمبتي إلى شراب البراندي المغلي مع المزر (البيرة). وقد يكون أنه تم استغلال اللغز للتضليل، لكن أيضاً توجد حقيقة أن همتي دمتي هي شخصية عامية متداولة في القرن الثامن عشر لشخص قصير وأخرق. وربما اعتمد اللغز على افتراض أن الشخص الأخرق إذا سقط من على الجدار فإنه لا يتضرر بشكل لا يمكن إصلاحه، أما البيضة فبلى. لم تعد القصيدة تربكنا كلغز فقد تم الكشف الآن عن الجواب وبات معروفاً.
وقد تم تسجيل ألغازاً مشابهة لهذا اللغز في فولكلور لغات أخرى مثل: "Boule Boule" الكرة الكرة بالفرنسية، و"Lille Trille" تريلي الصغير بالسويدية والنرويجية، و"Runtzelken-Puntzelken" رونتزِلكن الدائرة المثيرة للاهتمام أو "Humpelken-Pumpelken" المضخة العرجاء في أجزاء مختلفة من ألمانيا. ومع ذلك لم تحقق أي منها الشهرة الواسعة التي حققتها همتي دمتي بالإنجليزية.

## المعنى

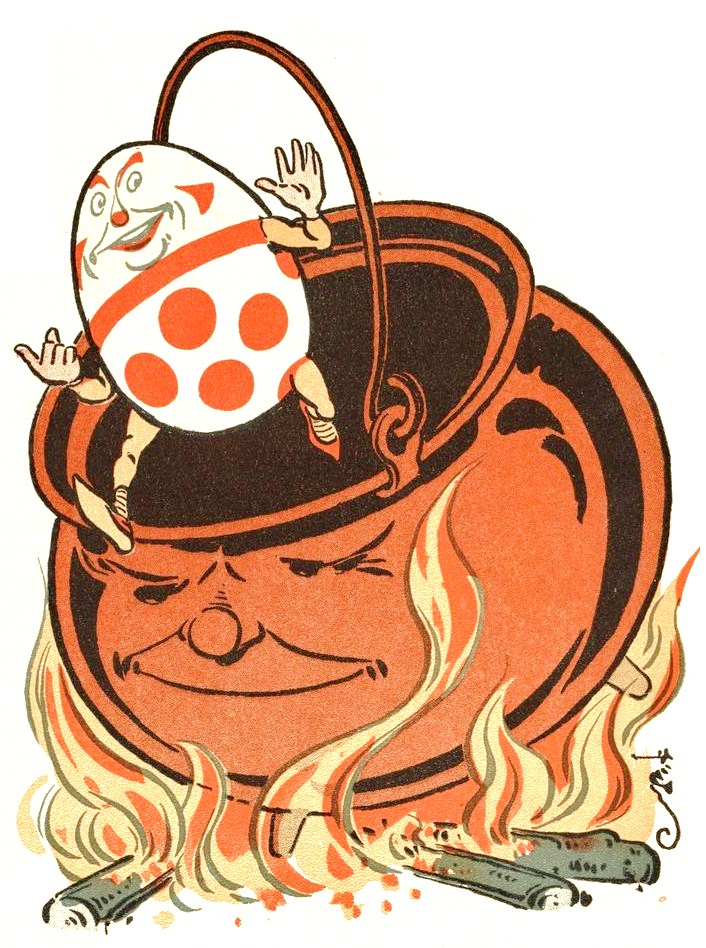
همتي دمتي من نسخة دنسلو الصفحة الثامنة

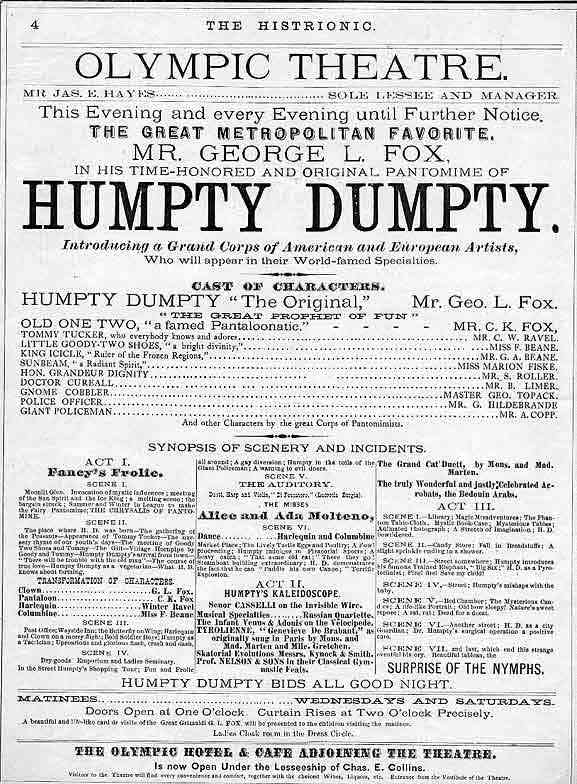
ملصق يعلن عن نسخة التمثيل الإيمائي في المسرح الأولمبي في نيويورك عام 1868، من بطولة جورج لافايتي فوكس.

القصيدة لم تتحدث عن الشخصية كبيضة بشكل صريح؛ ربما لأنها طرحت بالأساس كلغز غامض. يوجد أيضا عدة نظريات مختلفة عن همتي دمتي الأصلي. إحداها: قدمتها كاثرين إلويس توماس سنة 1930، وتبناها روبرت ريبلي تنص على أن هامبتي دمبتي هو الملك ريتشارد الثالث ملك إنجلترا، والذي تم تصويره كأحدب في تاريخ تيودور وخاصة في مسرحية شكسبير، وقد هزم ريتشارد الثالث في معركة بوسوورث في عام 1485 على الرغم من جيوشه.
و في عام 1785، سجل قاموس فرانسيس غروس الكلاسيكي للنبرة (اللسان) المبتذلة ملاحظة بأن «همبتي دمبتي» هو "شخص قصير أحمق [كذا] من كلا الجنسين، وأيضاً بيرة مغلية مع البراندي" ولم يتم ذكر القصيدة فيه.
واقترحت مجلة بانش في عام 1842 على سبيل المزاح أن القصيدة كانت استعارة تمثل سقوط الكاردينال توماس وولسي، فكما لم يدفن وولسي في القبر الذي أعد له، كذلك همتي دمتي لم يدفن بقشرته كبيضة مكسورة.
واقترح البروفيسور ديفيد داوب في مجلة أكسفورد بتاريخ 16 فبراير 1956 أن همبتي دمبتي كان محرك حصار «سلحفاة»، وهو إطار مدرع استخدم دون جدوى للاقتراب من أسوار مدينة جلوستر التي كانت تحت سيطرة البرلمان في عام 1643 أثناء حصار غلوسيستر في الحرب الأهلية الإنجليزية. كان هذا على أساس رواية معاصرة للهجوم ولكن بدون دليل على أن القصيدة كانت مرتبطة. كانت هذه النظرية جزءاً من سلسلة مقالات مجهولة المصدر حول أصل أغاني الأطفال ولاقت استحساناً واسعاً في الأوساط الأكاديمية، ولكن سخر منها الآخرون ووصفوها بأنها «براعة من أجل الإبداع» وأعلن أنها محاكاة ساخرة. ومع ذلك تم نشر الرابط من خلال أوبرا الأطفال كل رجال الملك (All the King's Men) لريتشارد رودني بينيت، والتي قدمت لأول مرة في عام 1969.
منذ عام 1996 أرجع موقع مجلس السياحة في كولشيستر أصل القصيدة إلى مدفع مسجل استخدامه من قِبَل المدافعون الملكيون عن كنيسة سانت ماري في الحائط في حصار عام 1648. ففي عام 1648 كانت كولشيستر مدينة محاطة بأسوار بها قلعة والعديد من الكنائس وكانت محمية بسور المدينة. كانت القصة تروي أن مدفعاً كبيراً -زعم الموقع أنه كان يُطلق عليه بالعامية هامبتي دمبتي- تم وضعه بشكل استراتيجي على الحائط. وقد نجحت طلقة من مدفع برلماني في إتلاف الجدار تحت همبتي دمبتي مما تسبب في سقوط المدفع على الأرض. وحاول الملكيون (أو كافالييرز «كل رجال الملك») رفع همبتي دمبتي إلى جزء آخر من الجدار، لكن المدفع كان ثقيلاً لدرجة أن «كل خيول الملك وكل رجال الملك لم يتمكنوا من تجميع همبتي مرة أخرى». وادعى المؤلف ألبرت جاك في كتابه الصادر عام 2008 المفاجأة الخادعة: المعاني السرية لقصائد الأطفال (Pop Goes the Weasel: The Secret Minings of Nursery Rhymes) أن هناك مقطعين آخرين يدعمان هذا الادعاء. في مكان آخر، ادعى أنه وجدهم في «مكتبة قديمة متربة [في] كتاب أقدم»، لكنه لم يذكر ماهية الكتاب أو مكان العثور عليه. وقد أشير إلى أن المقطعين الإضافيين ليسا من طراز القرن السابع عشر أو القصيدة الموجودة، وأنهما لا يتناسبان مع النسخ المطبوعة الأقدم من القصيدة والتي لا تذكر الخيول والرجال.

## في الثقافة الشعبية
أصبح همبتي دمبتي شخصية مشهورة وشعبية للغاية لأغاني الأطفال. ساعد الممثل الأمريكي جورج لـ. فوكس (1825-1877) في نشر الشخصية في الإنتاج المسرحي للقرن التاسع عشر للإصدارات الإيمائية والموسيقى والأسجوعة. الشخصية هي أيضاً إشارة أدبية شائعة، خاصة للإشارة إلى شخص في وضع غير آمن، أو شيء يصعب إعادة بنائه بمجرد كسره، أو شخص قصير وبدين.

### عبر المرآة للويس كارول

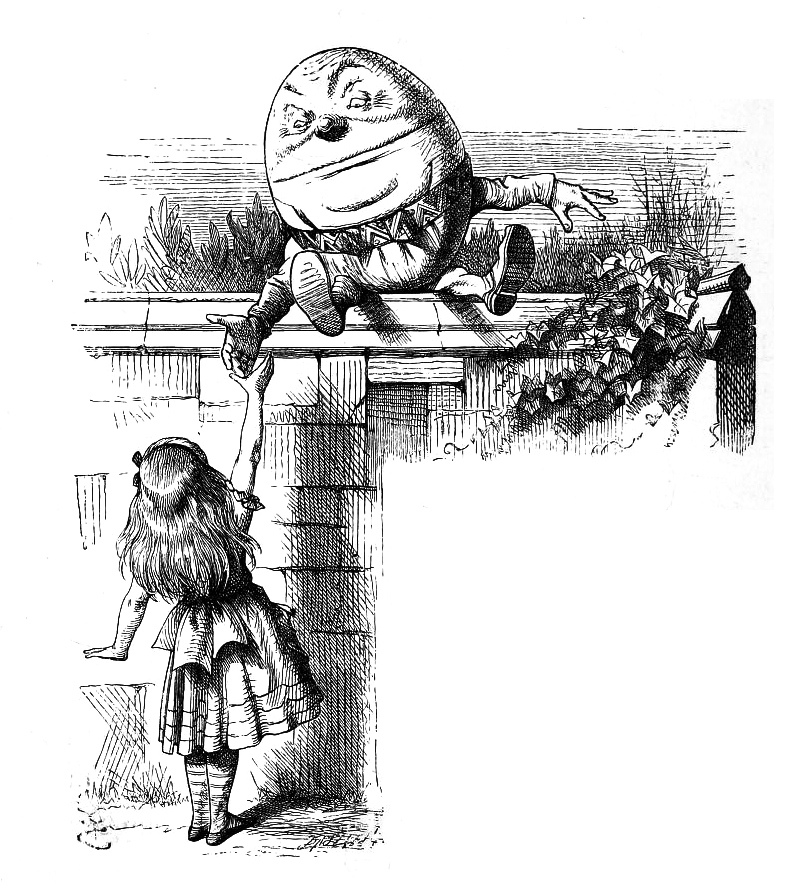
هامبتي دمبتي وأليس من عبر المرآة، رسم توضيحي لجون تينييل.

ظهر همتي دمتي في رواية لويس كارول عبر المرآة (1871)، وهو تتمة لأليس في بلاد العجائب من ست سنوات سابقة. وتشير أليس إلى أن همبتي «مثل البيضة تماماً» وهو ما يجعل همبتي «مزعج للغاية». وبذلك أوضحت أليس بقولها إنه يشبه البيضة، وليس أنه بيضة بحد ذاتها. يناقشون الدلالات والبراغماتية (الوقائع) عندما يقول هامبتي دمبتي، «اسمي يعني الشكل الذي أنا عليه»، وبعدها:
ابتسم همتي دمتي بازدراء قائلاً: بالطبع لن تعلمي - حتى أخبرك. كنت أعني’هناك حجة لطيفة قاطعة لك!’.
اعترضت أليس على ذلك بقولها: لكن كلمة ’فاخر’ لا تعني ’حجة لطيفة قاطعة’.
قال همتي دمتي بنبرة ساخرة: عندما أستخدم كلمةً ما فهذا يعني تماماً ما أختاره لأعنيه - لا أكثر ولا أقل.
قالت أليس: السؤال هو ما إذا كان بإمكانك جعل الكلمات تعني أشياءً كثيرةً مختلفة.
كانت أليس في حيرة شديدة لقول أي شيء، لذلك بعد دقيقة بدأ همتي دمتي مجدداً:
استخدم اللورد أتكين هذا المقطع في بريطانيا في حكمه المخالف في قضية ليفرسيدج ضد أندرسون (1942)، حيث احتج على تشويه قانون من قبل غالبية مجلس اللوردات. كما أصبح اقتباساً شائعاً في الآراء القانونية للولايات المتحدة، حيث ظهر في 250 حكماً قضائياً في قاعدة بيانات قانون الغرب (Westlaw) اعتباراً من 19 أبريل 2008، بما في ذلك قضيتا المحكمة العليا (TVA v. Hill وZschernig v. Miller).
واقترح أ. جـ. لارنر (A.J. Larner) أن هامبتي دمبتي من كارول كان يعاني من عمى التعرف على الوجوه وهو حرفياً -على أساس وصفه- يجد صعوبة في إيجاد وجوه يمكنه التعرف عليها:

### في السينما والأدب
رواية روبرت بن وارن الأمريكية عام 1946 كل رجال الملك هي قصة صعود السياسي الشعبوي ويلي ستارك إلى منصب الحاكم، وسقوطه في نهاية المطاف. استنادًا إلى مسيرة عضو مجلس الشيوخ عن ولاية لويزيانا وحاكمها سيئ السمعة هيوي لونغ. والتي فازت بجائزة بوليتسر عام 1947. وحُولت لفيلم مرتين في عامي 1949 و 2006، فاز الأول بجائزة الأوسكار لأفضل فيلم سينمائي. وقد تردد صدى ذلك في كتاب كارل بيرنشتاين وبوب وودوارد كل رجال الرئيس حول فضيحة ووترغيت، في إشارة إلى فشل كادر الرئيس في إصلاح الضرر فور تسريب الفضيحة. تم تصويره كفيلم كل رجال الرئيس في عام 1976، من بطولة روبرت ريدفورد وداستن هوفمان.
ظهرت شخصية همبتي دمبتي في فيلم الرسوم المتحركة القط ذو الحذاء الذي تم إنتاجه في 2011.

## في العلم
تم استخدام همبتي دامبتي لإثبات القانون الثاني للديناميكا الحرارية. يصف القانون عملية تعرف باسم الإنتروبيا: وهي مقياس لعدد الطرق المحددة التي يمكن من خلالها ترتيب النظام. وغالباً ما يتم اعتباره مقياساً «للفوضى». كلما زادت الإنتروبيا زاد الاضطراب والفوضى. بعد سقوط همتي دمتي وتحطّمه اللاحق فإن عدم القدرة على تجميعه مرة أخرى يمثل هذا المبدأ؛ لأنه سيكون من غير المحتمل بقوة (وإن لم يكن مستحيلًا) إعادته إلى حالته السابقة من الإنتروبيا الأقل مما هو عليه بعد سقوطه؛ لأن إنتروبيا في النظام المنعزل لا تتناقص أبدًا.